# Episodi di The Originals (quarta stagione)
La quarta stagione della serie televisiva The Originals, composta da tredici episodi, è stata trasmessa sul canale statunitense The CW dal 17 marzo al 23 giugno 2017.
In Italia, la stagione è stata trasmessa in prima visione assoluta dal 2 novembre 2017 al 25 gennaio 2018 su Premium Action di Mediaset Premium. È stata trasmessa in chiaro dal 13 giugno al 25 luglio 2018 su La5.
Claire Holt, Leah Pipes e Danielle Campbell ricompaiono come guest star. Matt Davis di The Vampire Diaries compare come guest star.
L'antagonista principale è Inadu/il Vuoto.
| n° | Titolo originale                   | Titolo italiano                  | Prima TV USA   | Prima TV Italia  |
| -- | ---------------------------------- | -------------------------------- | -------------- | ---------------- |
| 1  | Gather Up the Killers              | La minaccia                      | 17 marzo 2017  | 2 novembre 2017  |
| 2  | No Quarter                         | Nessuna pietà                    | 24 marzo 2017  | 9 novembre 2017  |
| 3  | Haunter of Ruins                   | Il conflitto                     | 31 marzo 2017  | 16 novembre 2017 |
| 4  | Keepers of the House               | I guardiani della casa           | 7 aprile 2017  | 23 novembre 2017 |
| 5  | I Hear You Knocking                | Ti sento bussare                 | 14 aprile 2017 | 30 novembre 2017 |
| 6  | Bag of Cobras                      | Gli alleati del Vuoto            | 28 aprile 2017 | 7 dicembre 2017  |
| 7  | High Water and a Devil's Daughter  | L'ultimo servo                   | 5 maggio 2017  | 14 dicembre 2017 |
| 8  | Voodoo in My Blood                 | La verità sul Vuoto              | 12 maggio 2017 | 21 dicembre 2017 |
| 9  | Queen Death                        | Il sacrificio                    | 19 maggio 2017 | 28 dicembre 2017 |
| 10 | Phantomesque                       | Dietro la porta rossa            | 2 giugno 2017  | 4 gennaio 2018   |
| 11 | A Spirit Here That Won't Be Broken | Uno spirito che non sarà piegato | 9 giugno 2017  | 11 gennaio 2018  |
| 12 | Voodoo Child                       | Bambina Voodoo                   | 16 giugno 2017 | 18 gennaio 2018  |
| 13 | The Feast of All Sinners           | La festa di tutti i peccatori    | 23 giugno 2017 | 25 gennaio 2018  |

## La minaccia
- Titolo originale: Gather Up the Killers
- Diretto da: Lance Anderson
- Scritto da: Michael Russo e Michael Narducci

### Trama
Sono passati cinque anni da quando i Mikaelson sono stati sconfitti da Marcel, quest'ultimo, con l'aiuto di Vincent, ha trasformato New Orleans in una comunità unita dove vampiri e streghe sembrano andare d'accordo. 

Hayley vive in una casa nei boschi insieme a Hope e, durante questi cinque anni, è riuscita a trovare la cura per il veleno di Freya, oltre a un incantesimo per rompere la maledizione del pugnale della Strige per Rebekah; manca solo la cura per il veleno del morso di Marcel che rischia di uccidere Elijah e Kol. Con l'aiuto dei Mikaelson, soprattutto di Freya, Hayley spera di poter aiutare anche sua figlia, che ha difficoltà a controllare i propri poteri da strega.
Sofya, la vampira mercenaria, informa Marcel che in città è giunto un vampiro di nome Alistair Duquense, a capo di un potente e vasto gruppo di vampiri, intenzionato a trovare i Mikaelson ed uccidere Klaus e Hayley.

 Marcel si reca nei sotterranei di villa Mikaelson, dove Klaus è imprigionato, denutrito e ammanettato con delle catene che lo privano dei suoi poteri di ibrido. Marcel lo informa della visita di Alistair, chiedendo consiglio su come comportarsi con lui. 

Hayley raggiunge Austin e lì trova Keelin, ragazza lupo discendente dell'ultimo dei sette branchi. Purtroppo come temuto da Mary, Hayley è caduta in una trappola tesa da Alistair; le ragazze riescono a fuggire ed Hayley si prepara a ultimare l'antidoto aggiungendo l'ultimo ingrediente: il veleno di Keelin, ultima discendente del suo branco.

Intanto Marcel organizza una festa per Alistair, come suggerito da Klaus. Alistair sa che Klaus è ancora vivo e vuole ucciderlo per vendicare la morte della sua famiglia.

Hayley, nel magazzino, promette a Keelin che quando guarirà i Mikaelson la lascerà andare via, poi inietta la cura a Freya. La strega si risveglia e usando un incantesimo, con il veleno dei lupi dei sette branchi, guarisce Kol e Elijah dal veleno di Marcel. Arrivano i vampiri di Alistair, ma Hayley li uccide facilmente.
Alistair, giunto a villa Mikaelson, viene accontentato da Marcel, e ha l'opportunità di confrontarsi con Klaus, tenuto incatenato dentro un cerchio magico. Alistair prova ad uccidere Klaus con una spada bagnata del veleno di Marcel, ma Klaus, infuriato per le minacce rivolte a sua figlia, reagisce e lo uccide.
 Marcel colpisce Klaus tramortendolo, ma spiega ai vampiri di Alistair che Klaus deve rimanere vivo perché il suo sangue è l'unica cura per il veleno dei licantropi e che la sua forza consiste proprio nel fatto che lo tiene prigioniero. I vampiri di Alistair capiscono che ha ragione quindi rinunciano alle ostilità, così Vincent riporta Klaus nei sotterranei della villa.
Intanto, Freya decide di non liberare Keelin: la ragazza le servirà per creare altre dosi di antidoto contro il veleno di Marcel. I Mikaelson intendono andare a New Orleans per salvare Klaus. Quest'ultimo provoca Marcel dicendogli che la vera ragione per cui non lo ha ucciso è perché nel profondo ha bisogno di lui e della sua approvazione, affermando che è un debole; dopo aver sentito questi insulti Marcel lo pugnala con la lama di Papa Tunde.
Maxine, una strega del quartiere francese, va da Vincent chiedendogli di aiutarla perché suo figlio Adam è scomparso. Sofya fa vedere a Marcel, mostrando preoccupazione, alcuni simboli che le congreghe di streghe della città hanno disegnato un po' ovunque per le mura dei quartieri di New Orleans, gli stessi simboli che Hope a casa sua ha disegnato su dei fogli. 
- Guest star: Steven Krueger (Josh Rosza), Taylor Cole (Sofya Voronova), Neil Jackson (Alistair Duquesne), Debra Mooney (Mary Dumas), Christina Moses (Keelin).
- Altri interpreti: Summer Fontana (Hope Mikaelson), Alkoya Brunson (Adam), Karan Kendrick (Maxine).
- Ascolti USA: telespettatori 1 100 000 – share (18–49 anni) 1%[2]

## Nessuna pietà
- Titolo originale: No Quarter
- Diretto da: Bethany Rooney
- Scritto da: Talicia Raggs e Michelle Paradise

### Trama
I Mikaelson dirottano un autobus con dentro dei detenuti e si nutrono di loro, recuperando le forze e pianificando il loro obiettivo di liberare Klaus in data odierna.
Nel frattempo, Sofya informa Marcel che Hayley ha rintracciato Keelin, l'ultima sopravvissuta del branco Malraux, sterminato da Lucien; Marcel intuisce così che Hayley ha ottenuto una cura per il suo veleno. 
Vincent va alla ricerca di Adam cercandolo dentro un'abitazione abbandonata dato che lui e i suoi amici sono soliti visitarle, e Maxine gli dà un talismano che lei aveva fatto per il figlio. 
Arrivati a New Orleans, si scopre che Hayley e i Mikaelson tengono Josh prigioniero: Kol lo sorveglia, mentre Freya con un incantesimo di localizzazione scopre che Klaus è prigioniero nelle gallerie, sotto la vecchia villa dei Mikaelson.
Klaus ha ancora la lama di Papa Tunde conficcata nel suo corpo: il suo subconscio proietta l'immagine di Camille la quale afferma che lui può liberarsi dalla lama, dato che anche Mikael è stato capace di farlo, ma che non vuole liberarsi dalla sua prigionia perché sente di meritare tutto ciò. 
Inoltre, Camille afferma che Klaus ha paura di incontrare Hope che ora è abbastanza grande da giudicarlo, temendo che possa vederlo come un mostro o peggio, prenderlo a esempio e che possa essere un pessimo padre nello stesso modo in cui lo è stato per Marcel. Camille gli fa capire che deve liberarsi e dare a sé stesso la possibilità di cambiare per Hope.
Intanto, Rebekah dà appuntamento a Marcel al cimitero, lui sapeva che i Mikaelson erano vivi e che la forza vitale di Klaus in questi cinque anni li aveva tenuti al sicuro; Rebekah prova a convincerlo a liberare il suo fratellastro, ma Marcel è irremovibile sulla sua posizione dato che averlo come prigioniero comporta molti vantaggi. 
Rebekah lo minaccia con il pugnale della Strige che aveva maledetto la stessa Rebekah, poi arriva Sofya che la colpisce al cuore con una freccia usando una balestra, mentre Marcel va alla villa dei Mikaelson avendo compreso che quello di Rebekah era solo un diversivo.
Vincent viene attaccato nella vecchia abitazione da una strana energia, una luce blu, ma l'amuleto di Maxine, il dono di una madre per proteggere il figlio, allontana la misteriosa luce, poi appare il simbolo che è stato disegnato tra le mura della città, e lui pare riconoscerlo.
Giunti alla villa Elijah, Hayley e Freya trovano Klaus nella galleria, Freya cerca di liberarlo dal sigillo di Vincent incanalando potere da Hayley, mentre Josh riceve un messaggio in codice sul cellulare, e Kol con le cattive lo costringe a rivelargli il contenuto, scoprendo che i suoi fratelli sono in pericolo.
Marcel giunge alla villa dove affronta Elijah, poi interviene Hayley. Intanto Kol salva Rebekah dai vampiri di Marcel, mentre Klaus viene liberato da Freya, e nella sua mente Camille gli dà la forza per estrarre dal suo corpo la lama di Papa Tunde. Klaus, ora libero, pugnala Marcel con la lama di Papa Tunde, ma Marcel è talmente forte da estrarla quasi immediatamente dal suo corpo.
I Mikaelson oltrepassano il confine di New Orleans, ma Marcel li batte sul tempo. Klaus prova a dialogare con lui ammettendo la sconfitta perché ora ha capito che New Orleans appartiene a Marcel e non ai Mikaelson, ma aggiunge che la cosa più saggia da fare sarebbe lasciarli andare via perché se li uccidesse Hope e i suoi discendenti gli dichiareranno guerra in un conflitto che non avrà mai fine.

Marcel lo deride sostenendo che andarsene via da New Orleans senza combattere non è una sua decisione, perché la realtà dei fatti è che Klaus non ha altra scelta. Ormai l'Ibrido Originale non può più muovere pretese o minacce nei confronti di Marcel, il quale decide comunque di risparmiare le loro vite, puntualizzando che Klaus si è reso colpevole di più crimini di chiunque altro solo perché poteva farlo. 
Dunque Marcel decide di lasciar andare via i Mikaelson che così dovranno convivere con l'umiliazione e la consapevolezza di essere vivi, solo perché lui lo permette, affermando che per la prima volta è fiero di non essere un Mikaelson perché, nonostante siano stati loro a crescerlo, lui non è diventato un mostro come loro.
Hayley porta i Mikaelson a casa sua e Klaus guarda Hope dormire nella sua camera da letto preferendo non svegliarla. Mentre Marcel festeggia con Sofya, Vincent va in chiesa e prende un quaderno per gli appunti che era nascosto lì, con il simbolo che aveva visto nell'abitazione abbandonata.
- Special guest star: Claire Holt (Rebekah Mikaelson), Leah Pipes (Camille O'Connell).
- Guest star: Nathaniel Buzolic (Kol Mikaelson), Steven Krueger (Josh Rosza), Taylor Cole (Sofya Voronova).
- Altri interpreti: Summer Fontana (Hope Mikaelson), Keahu Kahuanui (Eddie), Karan Kendrick (Maxine), Faron Salisbury (Vampiro dalla voce alta).
- Ascolti USA: telespettatori 990 000 – share (18–49 anni) 2%[3]

## Il conflitto
- Titolo originale: Haunter of Ruins
- Diretto da: Jeffrey Hunt
- Scritto da: Carina Adly Mackenzie e Declan de Barra

### Trama
I Mikaelson, a casa di Hayley, progettano di scappare via il più lontano possibile per mettere le distanze da Marcel, ma Klaus prima vorrebbe passare una giornata tranquilla con Hope, la quale finalmente conosce il padre e gli zii, ma non sembra voler legare con loro. Klaus teme che possa aver sentito delle voci sulla sua reputazione, ma Hayley gli spiega che è solo una bambina timida, quindi Klaus inizia a disegnare con la piccola, poi i due fanno una piacevole passeggiata tra i boschi.
Vincent dà fuoco al quaderno degli appunti, con un flashback, risalente a otto anni prima, nel periodo in cui Marcel usava il potere di Davina per dominare sul quartiere francese dando il tormento alle streghe, Eva diede a Vincent una meravigliosa notizia: Sophie Deveraux aveva scoperto che aspettava un bambino. Eva cercò di convincere il marito ad abbandonare la città, ma Vincent non voleva abbandonare il suo retaggio dato che New Orleans è sempre stato il luogo dove voleva crescere il suo bambino, promettendo alla moglie che nel giro di 6 mesi avrebbe sconfitto Marcel.
Vincent rivela a Marcel che Eva non è stata sempre la strega malvagia che tutti ricordano, anzi era una donna amorevole, Kinney informa Vincent che oltre ad Adam, altri tre bambini sono scomparsi. Marcel li informa che un suo uomo ha notato strani movimenti nella villa che cinque anni prima era occupata dalla Strige e che forse si trovano lì. Kinney dà a Marcel e Vincent un giorno di tempo per ritrovare i bambini, altrimenti il caso sarà affidato alla polizia. Marcel nota che il quaderno che Vincent aveva provato a bruciare è ancora intatto: per la prima volta Marcel vede Vincent terrorizzato e lo stregone chiede all'amico di prendere quel quaderno e di tenerlo lontano da lui.
Freya e Hayley continuano a tenere Keelin prigioniera per sintetizzare altro antidoto per il veleno di Marcel. Hayley confessa a Elijah che non è fiera delle cose che ha fatto per la famiglia negli ultimi cinque anni, Elijah la esorta a fare la cosa giusta perché i Mikaelson non meritano che lei comprometta la sua integrità morale per loro. 

Freya nota che le ferite di Keelin non guariscono nonostante il suo potere rigenerante di lupo, infatti Keelin le spiega che usando la sua conoscenza della biologia ha trovato il modo di inibire i suoi poteri. Hayley libera Keelin e questo la porta a litigare con Freya, ma poi interviene Elijah che costringe sua sorella a promettergli che lascerà in pace Keelin. Freya però infrange la promessa e dopo aver trovato la ragazza lupo la cattura.
Vincent e Marcel vanno alla vecchia villa abbandonata, lo stregone spiega a Marcel che otto anni prima, per sconfiggerlo e proteggere il bambino che lui e la moglie aspettavano, invocò un potere più antico di quello delle Antenate, un potere che si definirebbe arcaico. Un giorno, al termine di una delle tante invocazioni, trovò quel quaderno degli appunti, scritto con la sua calligrafia: fu lo stesso Vincent a scriverlo senza rendersene conto. 

Marcel riflette sul fatto che a quel tempo loro due non si conoscevano, anche se Vincent sentiva voci terribili su ciò che faceva Marcel alle streghe del quartiere, anche se lui si giustifica, dicendo che lo faceva principalmente per proteggere Davina. Vincent è d'accordo, infatti, non incolpa Marcel di ciò che è successo alla sua famiglia, ma solo sé stesso perché ha permesso ad Eva di aiutarlo nell'uso di quel potere e di invocarlo sotto forma di luce blu. Eva però si è trasformata in un burattino nelle mani di quel potere maligno, rapendo i bambini nel quartiere per darli in sacrificio.
Hope inizia a sentirsi debole e Klaus la riporta a casa, mentre la piccola vede la luce blu nel bosco. Intanto Elijah passa una serata romantica con Hayley, dicendole che lei non sarà mai una Mikaelson perché c'è troppa bontà in lei, infine i due fanno l'amore. 

Rebekah informa Klaus che Kol ha deciso di andarsene e che lei ha intenzione di fare altrettanto, perché pur volendo bene a Klaus sente il desiderio di avere di più, ovvero l'amore e una famiglia tutta sua. Klaus le dà la sua benedizione perché nonostante abbia sentito che per molto tempo il suo posto fosse accanto alla sorella (l'unica persona nella sua vita che non lo ha mai trattato come un reietto), ora ha capito che il suo posto è accanto alla figlia. Marcel e Vincent entrano nella villa dove trovano uno stregone che vuole dare i bambini in sacrificio, spiegando a Vincent che il potere misterioso è in realtà un'entità che lui invocò otto anni prima, e che adesso vuole i bambini per alimentarsi.
Klaus guarda tra i disegni di Hope e vede lo stesso simbolo sul quaderno di Vincent ovvero l'Uroboro, il serpente che mangia la sua stessa coda; le condizioni di salute della piccola peggiorano e rivela al padre di vedere i quattro bambini in balia dello stregone che li ha rapiti. Intanto Vincent uccide lo stregone, mentre i bambini, come Hope, diventano sempre più deboli, infatti la loro forza vitale si sta esaurendo a causa dei loro effetti personali, che per via dell'incantesimo dello stregone li sta indebolendo, ma Vincent annulla la magia e salva i bambini che, però non sono ancora fuori pericolo. 
Poi Marcel nota che benché i bambini siano quattro, gli effetti personali usati per la magia erano cinque, scoprendo che il quinto è la spazzola di Hope che infatti stava male perché la magia drenava forza anche da lei.
Vincent convince Marcel a far venire i Mikaelson a New Orleans, così che possano aiutare Hope la quale sembra coinvolta nella faccenda, quindi Hayley riceve un messaggio da Vincent che invita lei e i Mikaelson a venire a New Orleans con la promessa che aiuteranno la bambina. I bambini vengono portati via dall'ambulanza, mentre Marcel chiede a Vincent che fine abbia fatto il suo bambino: lui gli spiega che chiese aiuto ad alcuni guaritori affinché esorcizzassero il male da Eva, ma fu inutile perché era diventata un tutt'uno con il potere che aveva invocato, e perse il bambino che aspettava. 
Freya tiene ancora prigioniera Keelin, ma le promette che la lascerà libera se, usando le sue conoscenze della biologia, la aiuterà a trovare un modo per uccidere Marcel. Vincent ripensa a Eva, con un ultimo flashback: lei, posseduta dal potere misterioso, gli dice che ha ancora dei progetti per lui. 
Nel frattempo, Kinney ferma l'ambulanza che portava i bambini e li sequestra dopo aver ucciso il paramedico.
- Special guest star: Claire Holt (Rebekah Mikaelson).
- Guest star: Nathaniel Buzolic (Kol Mikaelson), Jason Dohring (Detective Will Kinney), Christina Moses (Keelin), Maisie Richardson-Sellers (Eva Sinclair).
- Altri interpreti: Summer Fontana (Hope Mikaelson), Alkoya Brunson (Adam), Aaron Farb (Fanatico).
- Ascolti USA: telespettatori 930 000 – share (18–49 anni) 1%[4]

## I guardiani della casa
- Titolo originale: Keepers of the House
- Diretto da: Joseph Morgan
- Scritto da: Beau DeMayo e Christopher Hollier

### Trama
Durante una romantica serata nel suo loft con Sofya, Marcel riceve la visita di Vincent che lo informa che l'ambulanza con dentro i bambini è scomparsa. Il detective Kinney, infatti, li ha rapiti portandoli da una setta di stregoni. Klaus, Elijah e Hayley portano Hope a New Orleans, alla vecchia villa di famiglia, dove Vincent usa la sua magia per alleviare la febbre, anche se la piccola Mikaelson continua ancora a stare male. Vincent fa tenere presente ai Mikaelson che appena Hope si sarà rimessa, dovranno lasciare New Orleans; Hope afferma di sentire delle voci che ripetono sempre la stessa cosa: Kre Nah Han. Vincent rivela che in lingua creola della Louisiana significa ombra.
Elijah e Klaus decidono di aiutare Marcel a trovare qualche informazione tra le congreghe della città, ma Hayley fa tenere presente ai due Originali che Marcel li odia e che quindi è meglio che sia lei ad aiutarlo. Elijah allora va alla ricerca dei bambini insieme a Vincent per evitare che vengano sacrificati e uccidano anche Hope, dato che la sua vita è collegata alle loro, mentre Klaus resta con la figlia. All'insaputa dei suoi fratelli, Freya giunge a New Orleans con Keelin e dato che Marcel è occupato, fanno irruzione nel suo loft per cercare le scorte del suo veleno: in cambio del suo aiuto Freya dona alla ragazza un gioiello lunare per controllare i suoi poteri di lupo; entrate nel loft avanzano l'ipotesi che le scorte del veleno si trovino nella cassaforte che è protetta da un sigillo magico che nemmeno la magia di Freya riesce ad annullare.
Vincent spiega a Elijah che il Vuoto è un potere che prende possesso delle menti degli altri come una frequenza, lo stesso potere che fece diventare pazza e malvagia Eva: col tempo Vincent ha imparato a resistere al potere del Vuoto, ma non tutti ci riescono, facendo tenere presente al vampiro che se il Vuoto vorrà prendere possesso di lui lo farà, facendo emergere tutta la cattiveria latente nel suo cuore. Poi Vincent fa un incantesimo per scovare coloro che servono il Vuoto, scoprendo che uno di loro è Kinney, quindi gli dà appuntamento, ma il detective, ora sotto il controllo del Vuoto, capisce che è una trappola e spara a Vincent. Elijah allora si contrappone tra i due, facendo da scudo a Vincent e salvandolo, poi i due catturano Kinney legandolo a una sedia.
Intanto, Marcel e Hayley chiedono alla congrega delle streghe chi abbia disegnato il simbolo dell'Uroboro sulle mura del quartiere francese ed una delle streghe rivela che è stata Lara, una ragazza lupo. Mentre Elijah decide di torturare Kinney per sapere dove si trovano i bambini, Vincent preferisce usare la magia, ma Kinney, forte del potere del Vuoto, si libera e scappa. In realtà questo è proprio quello che voleva Vincent: lo stegone, infatti, ha usato su Kinney un incantesimo di localizzazione che inconsapevolmente li porterà dai bambini.
Marcel e Hayley vanno da Lara nel Bayou: lei rivela di essere, al pari di Hayley, un membro del clan della Mezzaluna e di essersi unita alla setta dei veneratori del Vuoto che da tempo mirava a prendere il controllo di New Orleans per sconfiggere Marcel. Anche se non aveva idea che avessero rapito dei bambini, Lara non si pente delle proprie scelte e accusa Hayley di aver tradito e abbandonato il clan dei lupi, preferendo i Mikaelson a loro. La ragazza lupo informa Marcel e Hayley che tramite il Vuoto farà la sua comparsa la Grande Bestia ed essa distruggerà chiunque, infine si toglie la vita pugnalandosi al collo.
Klaus continua a vegliare su Hope che gli parla della luce blu, inoltre la bambina afferma di sentire la paura che provano i bambini scomparsi. Klaus decide di prendere parte alle ricerche e chiede a Freya di venire alla villa per stare con Hope, quindi Freya lascia sola Keelin nel loft dove la ragazza lupo proverà ad aprire manualmente la cassaforte.
Klaus, Marcel, Hayley, Elijah e Vincent si riuniscono, quest'ultimo spiega che secondo le leggende la luce blu è uno spirito chiamato "Fifolet", poi il gruppo trova la setta di stregoni i quali vogliono che il Vuoto acceda alla dimensione terrena tramite il sacrificio dei bambini. Klaus, Elijah e Marcel uccidono gli stregoni, inoltre Klaus spezza il collo a Kinney, mentre Hayley e Vincent portano via i bambini. Il Vuoto crea un cerchio di fuoco attorno a Klaus e Marcel; Vincent si rende conto che è una trappola: il Vuoto non voleva sacrificare i bambini per accedere al mondo terreno, ma attirare Klaus e Marcel in un tranello. Purtroppo non c'è modo di liberare i due vampiri dal cerchio di fuoco perché trae forza dall'energia vitale dei bambini.
Klaus e Marcel all'interno del cerchio infuocato vedono la luce blu, mentre Elijah guarda i bambini, facendo intendere che pur di salvare suo fratello è pronto a ucciderli spezzando la magia del cerchio di fuoco, ma Vincent con la magia collega il potere del cerchio infuocato alla forza vitale di Elijah. Poi Hayley pugnala l'Originale con un pezzo di legno al cuore uccidendolo temporaneamente, così il cerchio di fuoco si spegne.
Klaus e Marcel ora sono liberi e i bambini tra l'altro si sentono meglio, compresa Hope. I bambini vengono riportati dai loro genitori, Maxine ringrazia Vincent, mentre Hayley parla con Marcel ammettendo che lei e i Mikaelson in passato hanno fatto molte cose brutte a New Orleans, provando vergogna per alcune di esse, ma che in mezzo a tutto ciò è nata Hope e che per lei è consolante pensare che sua figlia sia l'unica cosa buona di quel brutto passato. Aggiunge anche che Marcel è riuscito a riportare la pace in città, augurandogli di continuare a preservarla. Marcel la prega di dire a sua figlia che non dovrà mai avere paura di lui.
Freya raggiunge Keelin la quale ha trovato le scorte del veleno di Marcel nella cassaforte: con esse potrà lavorare a un modo per renderlo vulnerabile. I Mikaelson dovranno lasciare New Orleans non appena Hope si sarà rimessa completamente, però alla villa dei Mikaelson, Hayley chiede ad Elijah cosa avrebbe fatto a quei bambini se Vincent non fosse intervenuto: lui si limita a rispondere che avrebbe fatto ciò che era necessario, ma Hayley gli fa capire che né lei, né Hope possono accettare questo senso della morale così ambiguo e controverso, spiegando a Elijah che non possono sempre mettere a rischio l'incolumità degli altri, solo per salvaguardare quella della famiglia e che è arrivato il momento di provare a comportarsi in maniera migliore.
Marcel va al bar e incontra Vincent il quale non è completamente sicuro del fatto che abbiano scongiurato l'arrivo del Vuoto, poi chiede a Marcel se ha visto qualcosa dentro il cerchio di fuoco, il vampiro dice che non ha visto nulla, ma mente perché in realtà lui e Klaus sono sotto il controllo del Vuoto che, attraverso di loro, ha trovato un libero accesso al mondo terreno. Nel frattempo Hope si sveglia di soprassalto e afferma che il Vuoto è arrivato.
- Guest star: Jason Dohring (Detective Will Kinney), Taylor Cole (Sofya Voronova), Lyndon Smith (Lara), Christina Moses (Keelin).
- Altri interpreti: Summer Fontana (Hope Mikaelson), Betty Jeune (Strega imponente), Alkoya Brunson (Adam), Karan Kendrick (Maxine), Michael Beasly (Accolito capo).
- Ascolti USA: telespettatori 1 080 000 – share (18–49 anni) 2%[5]

## Ti sento bussare
- Titolo originale: I Hear You Knocking
- Diretto da: Chris Grismer
- Scritto da: Kyle Arrington

### Trama
990: Klaus, ancora bambino, cammina nei boschi sentendo delle urla e, camminando in direzione delle urla udite, vede Mikael massacrare senza pietà alcuni uomini che avevano minacciato di morte lui e la famiglia, poi si avvicina al figlio con aria minacciosa dicendogli che la pietà è per i deboli.
Marcel e Klaus sono stati contaminati dal Vuoto, Marcel lo riferisce a Sofya che gli propone di farsi visitare da uno sciamano di sua fiducia, mentre Klaus chiede a Elijah di portare Hope e Hayley alla palude per metterle al sicuro. Freya crea un pugnale pregno del suo sangue, della magia di Esther, del veleno di Marcel e delle ceneri di Lucien (la prima Bestia): in questo modo ha creato l'arma con la quale uccidere Marcel. Nonostante Keelin non sia più costretta a stare insieme a Freya, dà segno di essersi affezionata a lei e quindi decide di restarle accanto.
Hayley passa una bella giornata con la figlia ed Elijah, dicendo a quest'ultimo che vorrebbe una vita con lui e Hope, poi vanno da Mary che però è ostile all'Originale.
Hayley le parla dell'Uroboro e Mary rammenta di aver già visto quel simbolo, facendole vedere i diari di suo marito Richard. Il Vuoto si manifesta a Marcel prendendo le sembianze di Elijah e Klaus, gli uomini che prima lo hanno cresciuto e poi tradito, mentre nel caso di Klaus, che cammina per strada, il Vuoto prende le sembianze di Mikael, provando a convincerlo a eliminare Marcel. 
Klaus attacca Mikael, scoprendo poi che in realtà ha ucciso degli innocenti che ha incrociato per strada: il Vuoto infatti può plagiare la sua percezione della realtà, e questo lo renderebbe pericoloso anche per Hope. Freya dà a Klaus il pugnale per uccidere Marcel mettendolo in guardia, perché probabilmente il Vuoto avrà già condizionato Marcel affinché uccida l'Ibrido Originale.
Hayley legge i diari di Richard e sfogliando le pagine nota che di volta in volta l'uomo faceva sempre più fatica a scrivere e formulare frasi di senso compiuto, ormai il Vuoto lo aveva condizionato rendendolo pazzo, ed Hayley inizia a maturare l'idea che il Vuoto sia stata la causa della morte dei suoi genitori. Sofya fa fare a Marcel la conoscenza dello sciamano Dominic, il quale gli dà un rosario dicendogli che esso lo proteggerà dall'influenza del Vuoto, ma solo se lo seppellirà in un luogo dove il Vuoto si è manifestato. Quindi Marcel va nella casa abbandonata dove Adam era stato rapito dal Vuoto, e lì viene raggiunto da Klaus.
Intanto, Freya incanala energia dal Vuoto, ma Keelin la ferma prima che la situazione degeneri, comunque Freya ha avuto il tempo di scoprire il vero obiettivo del Vuoto: fare in modo che Klaus e Marcel si uccidano a vicenda per incanalerà potere da entrambi. Nonostante Marcel cerchi di convincere Klaus che non vuole ucciderlo, l'Ibrido Originale, mosso dalla paranoia, lo attacca. I due vampiri si affrontano, poi sopraggiunge Freya che cerca di entrare nella casa, ma il Vuoto la taglia fuori. La ragazza viene raggiunta da Elijah che le permette di incanalare potere da lui, così Freya elimina il sigillo nella casa, e lei ed Elijah entrano nell'abitazione.
Elijah e Klaus non possono nulla contro la forza di Marcel, il quale si appresta a uccidere Elijah, e nonostante Klaus abbia l'opportunità di uccidere il suo rivale con il pugnale di Freya, si limita a spezzare il collo a Marcel. Poi si manifesta la luce blu e fa la sua comparsa l'entità oscura che viene allontanata dalla magia di Freya, liberando Marcel e Klaus dal suo controllo. Freya decide di tenersi per sé il pugnale capace di uccidere Marcel, quest'ultimo invece viene sigillato nella galleria sotto la villa dei Mikaelson, in maniera analoga alla stessa patia che lui ha fatto subire a Klaus negli ultimi cinque anni.
Elijah confessa a Marcel che anche lui lo vedeva come un figlio e che credeva che Marcel fosse la chiave della redenzione di Klaus, ma Marcel è dell'opinione che Klaus non cambierà mai. Elijah però, non è dello stesso parere perché contrariamente a suo fratello maggiore, che cinque anni fa tradì Marcel, Klaus ha scelto di risparmiargli la vita nonostante avesse la possibilità di ucciderlo. Marcel ignora che Sofya e Dominic in realtà lo avessero ingannato, infatti i due, nell'abitazione dove Klaus e Marcel si erano battuti, hanno modo di discutere; Sofya è arrabbiata perché voleva Klaus morto e non certo che Marcel venisse catturato dai Mikaelson, ma Dominic le assicura che a breve gli Originali moriranno perché dal sangue che Marcel (l'unica creatura capace di uccidere un Originale) ha perso durante la lotta è stata appena generata con la magia una pianta, le cui spine possono uccidere un Originale.
- Guest star: Taylor Cole (Sofya Voronova), Debra Mooney (Mary Dumas), Christina Moses (Keelin), Sebastian Roché (Mikael/Il Vuoto), Darri Ingolfsson (Dominic).
- Altri interpreti: Summer Fontana (Hope Mikaelson), Azel James (Uomo morente), Aiden Flowers (Klaus Mikaelson da bambino).
- Ascolti USA: telespettatori 870 000 – share (18–49 anni) 1%[6]

## Gli alleati del Vuoto
- Titolo originale: Bag of Cobras
- Diretto da: Jesse Warn
- Scritto da: Michael Russo e Michelle Paradise

### Trama
Vincent informa Elijah che ha fatto una scoperta: già in passato i servi del Vuoto cercarono di farlo approdare nel mondo terreno, alcune delle più famose stragi avvenute in città erano un tentativo di invocarlo e sempre nello stesso modo, ovvero con una serie di quattro vittime. I Mikaelson restaurano la vecchia villa e organizzano lì una festa facendo credere agli invitati che Marcel è il co-organizzatore, infatti sono consapevoli che la comunità non reagirebbe bene se si venisse a sapere che Marcel è stato segregato nelle gallerie sotterranee, quindi è meglio se tutti pensino che Marcel è a favore della permanenza dei Mikaelson in città, benché Vincent, Sofya e Josh abbiano già capito che è tutta una farsa e che Marcel è tenuto prigioniero.
Hayley è piuttosto sorpresa nell'apprendere che Keelin e Freya sono diventate amiche, poi chiede a quest'ultima di invocare la visione della morte dei suoi genitori per capire quale ruolo avesse avuto il Vuoto nel loro omicidio. Freya la mette in guardia perché invocare una visione di morte violenta non è mai un'esperienza piacevole, poi le due vanno nella casa dove i genitori di Hayley sono morti, e Freya fa vedere alla ragazza il momento preciso della loro morte: Richard, il marito di Mary, ormai plagiato dal Vuoto, li uccise perché erano in possesso di qualcosa che il Vuoto voleva, ma prima di morire, il padre di Hayley nascose una chiave, che poi Hayley riesce a trovare.
Klaus va da Marcel per provocare il suo prigioniero, chiedendogli qualche informazione su Sofya, ma Marcel gli spiega che lei è solo una mercenaria fedele al miglior offerente. Elijah chiede a Klaus di lasciare che sia lui a occuparsi del Vuoto non volendo che suo fratello minore dia il peggio di sé nell'affrontare il nemico, almeno per evitare che Hope perda la stima che ha per il padre. Alla festa dei Mikaelson prendono parte come invitati Vincent, Josh, Sofya, Keelin e Dominic: in realtà l'avvenimento è solo un pretesto per permettere a Klaus ed Elijah di individuare i servi del Vuoto con l'aiuto di Vincent, che stringendo la mano a tutti gli invitati incanala la loro energia. L'energia incanalata viene trasmessa a dei tarocchi davanti a Klaus: se questi mostrano un serpente allora la persona è un servo del Vuoto e l'immagine viene trasmessa telepaticamente a Vincent. Elijah e Klaus fanno un discorso alla festa dove giustificano l'assenza di Marcel con la scusa di un suo ritardo, promettendo alla comunità di New Orleans che quella dei Mikaelson sarà una permanenza breve.
Vincent vede un serpente stringendo la mano a Dominic e capisce che lui è un servo del Vuoto, quindi Elijah uccide le guardie del corpo dello stregone, poi lui e Vincent discutono con Dominic che con una disarmante tranquillità ammette di servire il Vuoto. Vincent e Dominic iniziano a lottare con la loro magia, ma Elijah interrompe la lotta preferendo dialogare da solo con Dominic, mentre Klaus balla con Sofya che lo minaccia di morte con il suo braccialetto, circondato dalle spine della pianta che il Vuoto ha fatto crescere dal sangue di Marcel. Sofya vuole solo che Klaus liberi Marcel, ma l'ibrido ha capito che lei, pur collaborando con i servi del Vuoto, ora sta andando contro i loro piani con la sua iniziativa di liberare Marcel, quindi le propone un compromesso: gli indicherà chi sono i servi del Vuoto e poi libererà Marcel.
Freya ringrazia Vincent per l'aiuto che sta dando alla sua famiglia, ma lo stregone tende a precisare che non gli importa nulla di lei e dei suoi fratelli, perché sta facendo tutto questo solo per aiutare la piccola Hope, non avendo mai perdonato Freya per ciò che fece a Davina e non tollerando il fatto che Freya continui a cercare sempre delle attenuanti per i suoi sbagli, sostenendo che la vera ragione per cui la ragazza è disposta a compiere le azioni peggiori pur di salvare i suoi fratelli è perché oltre a loro non ha nessun altro.
Klaus e Vincent trovano i servi del Vuoto venuti alla festa che sono riusciti a individuare grazie a Sofya, che Vincent immobilizza con la sua magia, comunque Klaus dà loro una scelta: o continuano questa lotta contro i Mikaelson finendo col perire, o lasciano perdere e gli consegnano le armi avvolte dalle spine della pianta che per gli Originali è letale. I servi del Vuoto scelgono la seconda opzione e poi vanno via, mentre Dominic spiega ad Elijah che un tempo il Vuoto era un essere mortale fatto di carne e ossa. Poi cerca di arrivare a un compromesso con l'Originale, chiedendogli di consegnargli Vincent e Marcel o inizierà una guerra contro i Mikaelson che loro perderanno. Elijah, non tollerando tale minaccia, uccide Dominic davanti a tutti gli invitati strappandogli il cuore facendo ai presenti un discorso ammonitore.
Finita la festa Klaus promette a Sofya che libererà Marcel dopo che avranno sconfitto il Vuoto, poi le chiede perché lo odia. Sofya gli racconta che cinquecento anni prima lui le uccise la sorella e tutta la famiglia durante un'estate in Russia; Klaus si limita a dirle che gli dispiace, comunque la vampira gli raccomanda di non provocarla visto il disprezzo che ha maturato nei suoi riguardi per tanti anni. Josh, che durante la festa era andato di nascosto nella galleria sotto la villa alla ricerca di Marcel, non trovandolo (dato che il sigillo di Freya rende Marcel invisibile agli occhi degli altri) informa Sofya che aveva sentito odore di sandalo, e da quello che Davina gli aveva insegnato quell'odore indica un incantesimo di occultamento e ora ha la conferma che Marcel è nascosto lì.
Freya si scusa con Keelin per il comportamento di Elijah, ma Keelin cerca di far capire alla strega che se lo volesse potrebbe avere una vita al di fuori della sua famiglia. Klaus rimprovera Elijah per il modo brutale con cui ha gestito la faccenda, poi arriva Hayley che fa vedere ai due fratelli un osso che ha trovato in un magazzino che ha aperto con la chiave che suo padre aveva nascosto: era ciò che voleva il Vuoto. Hayley, Klaus e Elijah capiscono che i tentativi passati di rievocare il Vuoto con rituali sacrificali si ripetevano con uno schema di quattro vittime perché i servi del Vuoto erano alla ricerca di quattro elementi, e quell'osso è uno di essi. Klaus, conscio che le streghe sono le uniche creature che necessitano dei loro resti mortali per ritornare in vita, capisce che il Vuoto un tempo era una strega e che quello che Hayley ha trovato è un osso che apparteneva al corpo del Vuoto quando era una creatura corporea, e che anche gli altri tre elementi sono ossa. Poi a Klaus viene un sospetto e controllando la cassaforte dove teneva custodita la lama di Papa Tunde scopre che non è più lì, infatti Dominic l'aveva rubata prima che Elijah lo uccidesse, infatti la lama è una delle quattro ossa, che ora è in possesso di Dominic, il quale viene riportato in vita dagli accoliti del Vuoto con la loro magia. 
- Guest star: Steven Krueger (Josh Rosza), Taylor Cole (Sofya Voronova), Christina Moses (Keelin), Darri Ingolfsson (Dominic).
- Altri interpreti: Kathryn Kelly (Madre di Hayley), Christopher Robert (Padre di Hayley), Alan Heckner (Richard Xavier Dumas).
- Ascolti USA: telespettatori 960 000 – share (18–49 anni) 1%[7]

## L'ultimo servo
- Titolo originale: High Water and a Devil's Daughter
- Diretto da: Charles Michael Davis
- Scritto da: Celeste Vasquez e Carina Adly MacKenzie

### Trama
Freya, mentre passeggia per il quartiere, vede Dominic; avendo preso atto che è ritornato in vita, erige una barriera magica nella villa dei Mikaleson così Hope, Hayley e Klaus saranno al sicuro. Klaus nota che sua figlia si aggira tra le stanze della villa con un'aria irrequieta, Hayley cerca di fargli capire che questa non è la vita adatta a lei perché come ogni bambina vorrebbe solo uscire e farsi degli amici. Poi nota che Klaus è piuttosto irritabile, infatti ammette che rimanere rinchiuso lì gli ricorda i cinque anni in cui Marcel lo ha tenuto segregato nelle gallerie, rammentando che le prime settimane sono state le più difficili dato che percepiva la presenza delle persone che camminavano sopra di lui e il loro sangue, per non parlare del flusso dell'acqua nelle tubature, la stessa patia che ora sta subendo Marcel.
Hayley capisce che nonostante Klaus non lo voglia ammettere, è preoccupato che Marcel possa soffrire. Keelin informa Freya che resterà a New Orleans, tra l'altro ha trovato un lavoro in una clinica medica lì nei paraggi, le due quindi decidono di trascorrere la serata insieme per festeggiare. Hope va nelle gallerie e ha modo di conoscere Marcel avendo già sentito alcune voci su di lui, chiedendogli perché odia suo padre. Marcel ammette che proverà sempre affetto nei suoi riguardi e che non potrebbe mai veramente odiare Klaus perché significherebbe odiare pure sé stesso dato che è stato lui a trasformarlo nell'uomo che è diventato.
Sofya impone a Dominic di salvare Marcel, dopo averlo informato di aver visto Freya caricare su un sub qualcosa avvolto in un sudario nella casa di Josh. Dominic pugnala Sofya con la lama di Papa Tunde facendole perdere i sensi. Elijah si rivolge a Vincent per chiedergli di ridare potere alla magia ancestrale così che possa usarla per inibire il potere del Vuoto, ma lo stregone gli spiega che quando hanno bloccato ogni via di comunicazione con gli Antenati la magia ancestrale è diventata inaccessibile: l'unico modo per rivitalizzarla sarebbe quello di fare un altro Raccolto, ma non c'è la certezza assoluta che funzioni, oltre al fatto che nessuna famiglia darebbe in sacrificio le sue ragazze dopo ciò che è successo l'ultima volta. Elijah non accetta un rifiuto, quindi convoca Vincent al cimitero mostrandogli i corpi privi di vita di quattro giovani streghe che lui ha appena ucciso con il pugnale da cerimonia: ora Vincent sarà costretto a riportarle in vita con il Raccolto, benché cerchi in ogni modo di spiegare ad Elijah che solo un anziano della congrega può farlo e lui non ha queste facoltà.
Dominic e i suoi scagnozzi vanno a casa di Josh e vedono il corpo di Marcel, ma finiscono in una trappola, infatti, quello è Josh che ha assunto le sembianze di Marcel con un incantesimo di Freya, la quale intrappola Dominic in un sigillo, dopo che lei e Josh uccidono i suoi scagnozzi. Freya vuole sapere dove si trovano le altre due ossa, Dominic le rivela che un osso è custodito dal clan degli Apisi, poi lo stregone la informa che altri seguaci del Vuoto stanno attaccando Keelin in questo momento, ciò porta Freya ad arrabbiarsi, e nell'impeto della collera a scaraventare Dominic fuori dal sigillo.
Lui ne approfitta per uccidere Freya con la sua magia e raggiungere la villa dei Mikaelson, insieme ad altri seguaci del Vuoto. Dato che la barriera eretta da Freya era animata dalla sua forza vitale, ora che è morta la barriera è sciolta, permettendo a Domenic e ai suoi scagnozzi di entrare in casa Mikaelson. Lo stregone e i suoi affrontano Klaus, mentre Hope è insieme a Marcel nella galleria, i servi del Vuoto si apprestano a raggiungerla, ma Marcel la convince a liberarlo dal sigillo spiegandole che suo padre si prese cura di lui quando era un bambino, mentre lui badò a sua madre quando era piccola, quindi fanno tutti parte della stessa famiglia. Marcel, ora libero, uccide i servi del Vuoto, poi scappa via con Hope, mentre Dominic muore per la seconda volta ucciso da Klaus.
Keelin, che aveva ucciso i servi del Vuoto che l'avevano attaccata, raggiunge Freya e la rianima con un massaggio cardiaco, poi le due vanno alla villa dei Mikaelson, ma Freya allontana Keelin rivolgendosi a lei in maniera sgradevole. Gli Antenati non rispondono alla richiesta di Vincent, quest'ultimo dunque con suo dispiacere profana la tomba della sua amica Davina e prende il suo teschio invocando lo spirito dell'amica.
Vincent, infatti, ha smesso da tempo di credere negli Antenati, ma crede nel buon cuore di Davina che ripristina la magia ancestrale portando a termine il rito del Raccolto, e le quattro ragazze risorgono. Klaus va alla ricerca di Hope, trovandola insieme a Marcel, la piccola raggiunge suo padre non potendo fare a meno di notare il sangue nelle sue mani, lui cerca di evitare la verità con una scusa poco credibile, poi Hope gli dice che Marcel è un suo amico.
Vincent rimprovera aspramente Elijah per ciò che ha fatto a quelle ragazze, sostenendo che lui avvelena tutto quanto e ovunque andrà si porterà sempre dietro tutto il male che lo circonda, accusandolo di essere un individuo privo di virtù e anima. Klaus ha paura di ciò che Hope possa aver visto fare a Marcel quando lui ha ucciso i seguaci del Vuoto, ma Hayley lo rassicura perché Hope le ha detto che, su richiesta di Marcel, lei aveva chiuso gli occhi e cantato. Freya informa Elijah che gli Apisi è il nome con cui un tempo erano conosciuti i licantropi della famiglia Lockwood, e che l'ultimo di loro, Tyler, è morto due anni prima.
Keelin raggiunge Freya non tollerando il modo in cui l'ha trattata, ma Freya cerca di farle capire che lei è una persona spregevole e senza scrupoli benché da quando l'ha conosciuta per la prima volta ha iniziato a provare vergogna per i suoi comportamenti, affermando che forse dovrebbero porre un freno alla loro amicizia, perché lei tiene a Keelin e al momento proteggere la sua famiglia è una priorità per lei. Keelin cerca di farle capire che la sua vita non può ruotare solo attorno al suo bisogno di proteggere la famiglia, poi le due si baciano appassionatamente.
Marcel torna al suo loft e trova Klaus, il quale rammenta che pure lui chiedeva sempre a Marcel di chiudere gli occhi e di cantare, quando era un bambino. Marcel gli consiglia di non farsi illusioni perché sicuramente Hope ha già capito che persona è suo padre, infatti, quando lui era piccolo, ancor prima di prendere atto che Klaus era un vampiro, aveva già compreso che era un mostro. Klaus promette a Marcel che non permetterà al Vuoto di far del male alle persone a cui tiene, e Marcel è una di queste, ma dovranno unire le forze per sconfiggere il nemico. Vincent spiega a Josh che lo spirito di Davina ora è la custode della magia ancestrale e che probabilmente è la loro alleata più preziosa. Infatti ora che la magia ancestrale è tornata l'entità del Vuoto inizia a sentirsi debole, ma l'entità libera Sofya dalla lama di Papa Tunde e prende possesso di lei per mettersi in salvo dalla magia ancestrale, tra l'altro l'entità mostra la stessa voglia che hanno Hayley e Hope, che sta a indicare l'appartenenza al clan della Mezzaluna.
- Guest star: Steven Krueger (Josh Rosza), Taylor Cole (Sofya Voronova/Il Vuoto), Christina Moses (Keelin), Darri Ingolfsson (Dominic), Blu Hunt (Inadu "Il Vuoto").
- Altri interpreti: Summer Fontana (Hope Mikaelson), Madelyn Cline (Jessica), Najah Jackson (Amy).
- Ascolti USA: telespettatori 930 000 – share (18–49 anni) 1%[8]

## La verità sul Vuoto
- Titolo originale: Voodoo in My Blood
- Diretto da: John Hyams
- Scritto da: Talicia Raggs e Christopher Hollier

### Trama
Costa del Golfo, 500 d.C.: una tribù di sciamani benedice la nascita di una neonata il cui potere fa appassire i fiori, spaventando anche gli stessi sciamani.
Klaus e Alaric Saltzman parlano al cellulare, quest'ultimo ha trovato nella vecchia proprietà dei Lockwood l'osso che cercavano, quindi decidono di incontrarsi a metà strada affinché Alaric possa consegnare l'osso ai Mikaelson, non volendo il loro ritorno a Mystic Falls. Hope sente le voci delle Antenate e riferisce a sua madre che vogliono parlare con lei riguardo al Vuoto, nella chiesa. Elijah non è d'accordo all'idea che Hayley discuta con le Antenate, ma la ragazza sente che è necessario, tra l'altro è arrabbiata con lui per quello che ha fatto alle ragazze del Raccolto, ma soprattutto odia che l'Originale si nasconda sempre dietro la scusa della necessità per giustificare tutte le cose brutte che fa.
Su esortazione di Klaus, benché sia riluttante, Elijah dovrà presentarsi al luogo dell'incontro dove Alaric gli consegnerà l'osso insieme a Marcel, promettendogli che gli darà il pugnale di Freya, l'unica arma che possa ucciderlo. Klaus e Hayley vanno alla chiesa dove le ragazze del Raccolto proiettano i loro spiriti sul piano ancestrale e lì c'è Davina ad attenderli, pronta a rivelare ai due la vera identità del Vuoto. Mentre Alaric è in auto, viene attaccato da Sofya, manipolata dal Vuoto, ma lui la mette in fuga sparando all'auto facendola esplodere, dato che era carica di esplosivo C4.
Poi Alaric viene raggiunto da Marcel e Elijah consegnando l'osso, inoltre spiega ai due vampiri che leggendo tra i registri dei Lockwood, che conservavano appunti sulle altre dinastie che custodivano le altre ossa, ha scoperto che una di esse era quella dei Del Robles. Davina racconta a Klaus e Hayley che più di mille anni fa, due potenti tribù di sciamani si unirono con un matrimonio rituale, dal quale nacque una bambina a cui venne dato il nome di Inadu: fin da quando sua madre era gravida di lei, le vennero fatti vari riti per aumentare il suo potenziale magico affinché lei diventasse un simbolo di prosperità e potere. Ma Inadu crescendo diventava sempre più ambiziosa, desiderosa di assorbire ogni forma di potere per diventare lei stessa l'unica incarnazione del potere, distruggendo ogni cosa, inoltre era malvagia e provava goduria nel far del male agli altri, era un essere insensibile e vuoto, tanto che le venne dato proprio questo epiteto: il "Vuoto".
Davina taglia Klaus fuori dalla conversazione preferendo raccontare solo a Hayley la seconda parte della storia, ovvero l'origine della licantropia, infatti le tribù, spaventate dalla preminenza del potere di Inadu e dalla sua malvagità, la catturarono con dei sigilli e la madre, suo malgrado, armata di un'ascia contenente la magia di quattro potenti sciamani, la uccise, ma prima di morire Inadu maledisse sua madre e tutti coloro che la accerchiarono per assistere alla sua morte condannandoli a trasformarsi in lupi nelle notti di luna piena; la madre di Inadu è stata il primo licantropo della storia e capostipite del clan della Mezzaluna, mentre tutti gli altri si divisero dando vita agli altri sei branchi. Davina spiega a Hayley che lei e Inadu sono legate dalla stessa linea di sangue e che lei è l'unica che può fermarla, facendola tornare nel mondo terreno, mentre Klaus, ancora intrappolato nel piano ancestrale, rimane nella chiesa. Dato che Marcel conosce la posizione della cripta dei Del Robles, va lì insieme a Elijah e sul cancello trovano la scritta "I nostri cuori difenderanno sempre questa terra", poi trovano l'osso nella tomba di Tierra Del Robles, il cui nome significa "terra", infatti era un indizio. Marcel insiste che sia lui ad avere l'osso dato che i Mikaelson ne hanno già uno, ma Elijah non fidandosi di lui lo minaccia di morte con il pugnale di Freya.
Marcel gli fa notare che per lui la violenza è sempre la prima scelta, poi arriva Sofya manipolata dal Vuoto che attacca i due vampiri, sopraggiunge Hayley che seguendo le istruzioni di Davina ferisce Sofya con un coltello pregno del suo sangue, infatti è necessario per un incantesimo volto al fine di vincolare il Vuoto, ma riesce comunque a scappare con l'osso, non prima di spiegare a Hayley che questo incantesimo necessita della morte di un immortale.
Hayley, Elijah e Marcel capiscono che Klaus è in pericolo di vita, infatti Davina vuole ucciderlo, raccontando a Klaus che quando Inadu è morta, il suo spirito diventato troppo forte si era legato a quel poco che era rimasto del suo corpo, infatti gli sciamani lo avevano bruciato, tranne le quattro ossa divenute indistruttibili. Il Vuoto, ovvero la luce blu, è lo spirito di Inadu che brama le quattro ossa, che gli sciamani affidarono a quattro clan affinché le tenessero lontane, infatti se separate le ossa toglievano potere allo spirito di Inadu. Davina intende uccidere Klaus con le spine della pianta nata dal sangue di Marcel, che le ragazze del Raccolto a breve porteranno, così grazie all'incantesimo lo spirito di Inadu verrà sigillato.
In chiesa arrivano Hayley, Marcel ed Elijah, quest'ultimo offre a Davina la sua vita essendo pure lui immortale, ma Marcel non intende sacrificare nessuno, quindi prova a convincere Davina a lasciar perdere, ma la ragazza con i suoi poteri estrae con la forza il veleno di Marcel dalle sue zanne per infettare Klaus e ucciderlo, però poi arriva Hope, che aveva percepito che suo padre era in pericolo, e con la sua magia bandisce lo spirito di Davina nel piano ancestrale salvando Klaus, per poi abbracciarlo.
Alaric, che è stato medicato alla villa dei Mikaelson, spiega a Klaus che pure lui ha delle figlie con dei poteri e che lui e Caroline le stanno crescendo in una scuola da loro fondata per educare i bambini speciali, permettendo loro di esprimere la loro natura magica, dicendogli che per Hope c'è sempre un posto disponibile, spiegandogli che non potrà tenerla per sempre rinchiusa in una campana di vetro. Hayley rimprovera Elijah che era disposto a sacrificare la sua vita, nonostante lei abbia ancora bisogno del suo amato, dicendogli che sconfiggere Inadu non è l'unica cosa su cui dovrebbero concentrarsi, ma anche su un futuro. Elijah le confessa che vorrebbe portarla a Manosque, in Francia; Hayley lo bacia e gli chiede di consegnare a Marcel il pugnale di Freya come gesto di buona fede. Marcel, davanti alla tomba di Davina, le spiega che non poteva permettere il sacrificio di Klaus, perché lui crede che esista un altro modo per sconfiggere Inadu, rivelandole che non prova rimpianto per ciò che fece ai Mikaelson cinque anni fa dato che se lo meritavano, ma ciò che lo aiutò veramente a superare la sua morte è stato aggrapparsi alle sue convinzioni morali. Lui ignora che Davina sia lì ad ascoltare tutto, e Marcel le chiede di credere ancora in lui. Elijah va nel loft di Marcel per consegnargli il pugnale, ma ad attenderlo c'è Sofya, manovrata dallo spirito di Inadu, che pugnala Elijah con un paletto circondato dalle spine della pianta nata dal sangue di Marcel. 
- Special guest star: Danielle Campbell (Davina Claire), Matt Davis (Alaric Saltzman).
- Guest star: Taylor Cole (Sofya Voronova/Il Vuoto), Blu Hunt (Inadu "Il Vuoto").
- Altri interpreti: Summer Fontana (Hope Mikaelson), Madelyn Cline (Jessica), Najah Jackson (Amy), Alma Sisneros (Madre di Inadu), Mando Silverleaf (Sciamano).
- Ascolti USA: telespettatori 850 000 – share (18–49 anni) 1%[9]

## Il sacrificio
- Titolo originale: Queen Death
- Diretto da: Nicole Rubio
- Scritto da: Beau DeMayo

### Trama
Elijah è tenuto prigioniero in un capanno tra i boschi da Sofya, posseduta dallo spirito di Inadu, e intrappolato in un sigillo; ormai all'Originale rimane poco da vivere dato che il veleno della spina della pianta nata dal sangue di Marcel lo sta uccidendo. Lo scopo di Inadu è quello di tornare in vita tramite le restanti quattro ossa del suo corpo, incanalando potere dalla morte di Elijah e di tutta la sua discendenza, infatti, quando lui sarà morto anche tutti i vampiri della sua linea di sangue faranno la medesima fine.
Mentre Klaus fa colazione con Hope, viene raggiunto da Hayley che gli rivela che Elijah è sparito dato che non è tornato da quando è andato da Marcel; quest'ultimo riceve la visita di Klaus il quale gli domanda che fine abbia fatto suo fratello, ma Marcel non ne ha idea. Intanto, Vincent viene attaccato da Inadu che gli impone di dare ai Mikaelson un messaggio da parte sua. Vincent riferisce a Hayley e ai Mikaelson che Inadu vuole il quarto osso in loro possesso, che riavrà il suo corpo tramite la morte di Elijah e se non cederanno l'osso, verrà lei a prenderselo con la forza. Mentre gli stregoni di New Orleans fedeli a Inadu aumentano di numero, Klaus è dell'opinione che la cosa migliore da fare sia quella di uccidere chiunque sia legato a Inadu. Marcel però si oppone perché vuole salvare Sofya dal controllo del Vuoto senza farle del male ed essendo consapevole del fatto che Klaus non esiterebbe a ucciderla, lo rimprovera perché come sempre è pronto a sacrificare chiunque pur di vincere. Dopo queste parole, Klaus cambia idea decidendo di assecondare Marcel che propone di chiedere aiuto a Vincent.
Dato che è impossibile rintracciare Elijah per via dell'incantesimo di occultamento di Inadu, Freya decide di rintracciare il veleno di Marcel in circolo nel corpo del fratello. Vincent invece, propone di portare a termine l'incantesimo con cui Davina voleva sigillare lo spirito di Inadu, sfruttando la morte di Elijah per incanalare potere. Hayley, Klaus e Freya si oppongono alla proposta di Vincent, ma questi fa notare che Elijah è già destinato a morire per via del veleno delle spine, oltre al fatto che non c'è la certezza che l'antidoto creato da Freya, per guarire il veleno di Marcel, funzioni anche su quello delle spine. In questo caso la morte di Elijah avrebbe senso in quanto fermerebbe Inadu, la quale se vincesse ucciderebbe sicuramente Hope, unica sua discendente abbastanza forte da opporsi a lei.
Freya propone di studiare con Vincent un modo alternativo tra gli appunti di Esther per intrappolare lo spirito di Inadu, ma non trovano nulla; nemmeno gli oggetti oscuri custoditi dalla famiglia di Camille sono abbastanza potenti. Vincent fa notare a Freya, la quale non è disposta a sacrificare suo fratello, che non si fece problemi a sacrificare Davina per sconfiggere Lucien, e che Elijah non merita più misericordia solo perché è suo fratello, facendole notare che lui ha vissuto per più di mille anni a spese degli altri e che tutti sono destinati a morire perché tutto deve avere una fine. Freya è consapevole che nel profondo Vincent ha ragione, ammettendo di rimpiangere ciò che fece a Davina, ma non è ancora pronta a dire addio a Elijah specialmente dopo la morte di Finn; queste parole le fanno però venire in mente un'idea. Freya spiega a Klaus che quando Elijah morirà fisicamente potranno assorbire il suo spirito nel ciondolo di Finn, benché non ci sia l'assoluta certezza che funzionerà. Klaus non intende rischiare quindi si offre volontario: Vincent dovrà ucciderlo con le spine avvelenate della pianta e il suo spirito verrà sigillato nel ciondolo, così la sua morte permetterà all'incantesimo di Vincent di bandire lo spirito di Inadu.
Keelin tiene compagnia a Hope, mentre Marcel, Hayley e Freya vanno a salvare Elijah. Marcel, dinanzi a Inadu, le offre il quarto osso mancante, ma poi la pugnala con un coltello pregno del sangue di Hayley. Vincent, ammettendo di essere sorpreso dalla scelta di Klaus di sacrificarsi, afferma che Camille sarebbe orgogliosa di lui, ma prima di poterlo uccidere con le spine avvelenate, arrivano i seguaci di Inadu che prendono Maxine come ostaggio. Vincent e Klaus li uccidono salvando la strega, ma i loro nemici danno fuoco alla pianta: non potranno più servirsi delle sue spine.
Hayley e Freya raggiungono Elijah e uccidono i servi di Inadu che sono stati messi di guardia, purtroppo Freya fatica a spezzare il sigillo che tiene prigioniero suo fratello, lo spirito di Inadu abbandona il corpo di Sofya e come se non bastasse il veleno della pianta uccide Elijah e con lui tutta la sua discendenza. Freya prova a salvare lo spirito del fratello, sigillandolo nel ciondolo di Finn, ma l'energia dello spirito di Inadu ha interferito con la magia della strega Mikaelson, quindi non c'è la certezza che l'anima di Elijah sia nel ciondolo che tra l'altro nel processo è andato distrutto. Vincent convince Maxine e i pochi stregoni di New Orleans che non sono passati dalla parte di Inadu a scappare via con le loro famiglie, almeno finché Inadu non sarà sconfitta. Inutile è stato il tentativo di Maxine di convincere Vincent a venire via con lei, infatti, lo stregone è determinato a combattere contro la minaccia.
Sofya, ora che è libera dalla possessione di Inadu, è ancora incosciente, e Marcel la porta a casa sua, mentre Vincent gli chiede di restituirgli il quaderno degli appunti che in precedenza aveva scritto sotto il controllo del Vuoto. Marcel è sorpreso dato che lo stregone non voleva più avvicinarsi a quel quaderno tanto che ne era spaventato, ma Vincent afferma che ora serve più potere possibile per sconfiggere il nemico. Marcel gli chiede se riuscirà a resistere al potere seducente di Inadu, effettivamente Vincent ammette di non esserne certo e in tal caso dovrà essere Marcel a ucciderlo.
Freya prova a comunicare con lo spirito di Elijah, il cui corpo privo di vita è stato riposto dentro una bara, attraverso i frammenti del ciondolo, ma non risponde. Tutto fa supporre che sia morto, ma Klaus non può accettare che il fratello con cui ha diviso la sua vita per secoli sia deceduto, ma quando Hope tocca Freya le due percepiscono lo spirito di Elijah, ciò vuol dire che è stato sigillato nei frammenti del ciondolo. Avendo incanalato potere dalla morte di Elijah e della sua discendenza, e con tutte le quattro ossa a sua disposizione, dopo più di mille anni Inadu risorge riprendendo possesso del suo corpo. 
- Guest star: Taylor Cole (Sofya Voronova/Il Vuoto), Blu Hunt (Inadu "Il Vuoto"), Christina Moses (Keelin).
- Altri interpreti: Summer Fontana (Hope Mikaelson), Karan Kendrick (Maxine), Ahmed Lucan (Nathaniel).
- Ascolti USA: telespettatori 840 000 – share (18–49 anni) 1%[10]

## Dietro la porta rossa
- Titolo originale: Phantomesque
- Diretto da: Daniel Gillies
- Scritto da: K.C. Perry e Kyle Arrington

### Trama
Mentre Rebekah e Kol si divertono insieme ad altri vampiri in un night club in Costa Azzurra, i vampiri con cui si stavano divertendo muoiono, e non ci mettono molto a capire che ciò è dovuto alla maledizione della linea di sangue e che quindi un Originale è morto e la sua discendenza con lui; escludendo loro due, e anche Klaus dato che Davina aveva sciolto il legame con la sua linea di sangue, comprendono che è Elijah l'Originale deceduto. Freya spiega a Klaus e Hayley che quando il ciondolo con dentro l'anima di Elijah è andato distrutto anche la sua anima si è frammentata, e per ricompattare il ciondolo e l'anima di Elijah bisogna stabilire un contatto con la sua coscienza che si trova in qualche angolo della sua anima.
Rebekah e Kol tornano a New Orleans per aiutare Klaus, i tre fratelli quindi stanano gli stregoni che sono in possesso dei paletti circondati dalle spine della pianta nata dal sangue di Marcel per distruggerli visto che sono le uniche armi che possono ucciderli. Uno degli stregoni provoca i Mikaelson affermando che Inadu è troppo potente e che né loro e né tanto meno le Antenate possono sconfiggerla. Klaus lo uccide, ma Kol sentendo quelle parole prende atto che il potere delle Antenate è stato ripristinato e che dunque potrebbe essere possibile contattare lo spirito di Davina nel piano ancestrale. Klaus gli spiega che solo le ragazze del Raccolto possono comunicare con Davina.
Sofya non si è ancora risvegliata da quando è stata liberata dalla possessione di Inadu, Marcel necessita di un incantesimo per risvegliarla animato dalla magia della stessa Inadu, dato che il suo potere ha praticamente infettato il corpo della vampira, quindi Marcel va a stanare Inadu e la morde al collo, ma con la sua straordinaria magia lei rende tossico il suo sangue di cui Marcel non riesce a nutrirsi, per poi metterlo al tappeto con i suoi poteri. Marcel viene soccorso da Rebekah e Klaus, poi capisce che le spine della pianta nata dal suo sangue sono animate dal potere di Inadu dato che ha generato lei la pianta con il suo potere, ma Klaus non vuole cedergliele temendo che Marcel voglia usarle contro di loro, anche se Rebekah involontariamente gli rivela la posizione di altri stregoni fedeli a Inadu che sono in possesso di altri paletti circondati dalle spine della pianta.
Freya con un incantesimo entra nella mente di Elijah, in un corridoio con tante porte bianche; aprendo ognuna di esse si accede a un determinato ricordo, vedendo quando lui uccise Agnes, o lottò contro i vampiri di Marcel, inoltre vede una piacevole cena che Elijah fece con Klaus, Rebekah e Kol dove tutti e quattro si divertirono, ma in nessuno di questi ricordi lei riesce a trovare un contatto con l'anima di Elijah. Freya esce dalla mente del fratello, infatti non può addentrarsi al suo interno e contemporaneamente mantenere in piedi l'incantesimo, quindi Hayley decide di entrare lei stessa nella mente di Elijah con la magia di Freya, che si farà aiutare dai poteri di Hope. Kol chiede alle ragazze del Raccolto di metterlo in contatto con Davina, in cambio di un presente, ovvero i suoi oggetti oscuri, ma le ragazze provando disprezzo per la famiglia Mikaelson dopo ciò che ha fatto Elijah non intendono aiutare l'Originale e con la loro magia gli spezzano l'osso del collo.
Hayley, all'interno della mente di Elijah, vede le varie porte bianche, ma la sua attenzione è attirata dalla porta rossa, dietro sono racchiusi i ricordi di tutte le atrocità commesse da Elijah, quindi preferisce ignorarla, aprendo un'altra porta, dove vede il loro primo incontro dopo i cinque anni in cui lui rimase rinchiuso nella bara, ma non riesce a stabilire un contatto con lui. Hayley non ci mette molto a capire che l'anima di Elijah si trova dietro la porta rossa, quindi dopo averla attraversata vede uno scenario orribile: una moltitudine di cadaveri, tutte vittime di Elijah, il quale vedendo Hayley non la riconosce, e quindi aggredisce la ragazza; il suo corpo è in preda alle convulsioni, quindi Hope, capendo che sua madre è in pericolo, entra pure lei nella mente di Elijah, il quale sentendo la voce della sua nipotina riconosce Hayley. Tutto si risolve per il meglio, benché Hayley e Hope siano ancora spaventate da Elijah. Una volta uscite dalla sua mente, infine Freya ricompatta il ciondolo. Marcel massacra gli stregoni fedeli a Inadu e si impossessa del paletto con le spine nate dalla pianta creata dal potere di Inadu, poi arrivano Klaus e Rebekah e quest'ultima gli ruba il paletto, salvo poi ridarglielo avendo capito che lui lotta per amore.
Freya spiega a Rebekah che ora dovranno riunire l'anima e il corpo di Elijah, ma per farlo è necessaria la morte di un'entità molto potente, infatti intende uccidere Inadu, o in alternativa Marcel, a dispetto del sentimento che sua sorella nutre per lui. Hayley è ancora scioccata da quello che è successo nella mente di Elijah, poi parla con Klaus che le fa capire che tutti i Mikaelson sono dei mostri, ma che Elijah è l'unico che si è sporcato le mani di sangue al solo scopo di proteggere la sua famiglia e questo fa di lui il migliore di tutti, ma queste parole non sembrano cambiare lo stato d'animo di Hayley sconcertata dal fatto che l'anima del suo amato all'interno della sua mente, invece che cercare rifugio tra i suoi bei ricordi, ha preferito farlo nel suo lato oscuro. Marcel consegna a Vincent le spine della pianta con le quali potrà risvegliare Sofya, poi parlando con Josh ammette di non aver mai affrontato un nemico potente come Inadu e che questa è una lotta che potrà vincere solo con l'aiuto dei Mikaelson. Kol, davanti alla tomba di Davina, viene raggiunto da Inadu, che si infligge un taglio alla mano e invoca Davina, la quale presenta sulla sua mano un taglio analogo a quello di Inadu, infatti lei spiega a Kol che ora lei e la sua amata Davina sono collegate.
- Special guest star: Claire Holt (Rebekah Mikaelson), Danielle Campbell (Davina Claire).
- Guest star: Nathaniel Buzolic (Kol Mikaelson), Steven Krueger (Josh Rosza), Blu Hunt (Inadu "Il Vuoto").
- Altri interpreti: Summer Fontana (Hope Mikaelson), Chase Vasser (Laurent), Madelyn Cline (Jessica), Najah Jackson (Amy), Tony Bravado (Strega 1).
- Ascolti USA: telespettatori 1 030 000 – share (18–49 anni) 2%[11]

## Uno spirito che non sarà piegato
- Titolo originale: A Spirit Here That Won't Be Broken
- Diretto da: Hanelle Culpepper
- Scritto da: Carina Adly MacKenzie e Michael Russo

### Trama
Inadu ha riportato in vita Davina e ora che sono legate, se Inadu dovesse soffrire o peggio morire, Davina patirebbe le sue stesse sofferenze e farebbe la sua stessa fine, quindi Kol, non volendo perdere per la seconda volta la ragazza di cui è innamorato, è costretto a servire Inadu impedendo ai suoi fratelli di ucciderla. Inadu gli dà il compito di custodire un totem che le darà più potere.
Hope percepisce la presenza di Inadu, suo padre cerca di rassicurarla dicendole che tutti i nemici della famiglia Mikaelson hanno perso contro di loro e che Inadu non farà eccezione, ma Hope cerca di fargli capire che si sta sbagliando e che Inadu è diversa da ogni altro nemico. Hayley porta all'attenzione di Freya e Klaus un problema: il ciondolo dove l'anima di Elijah è sigillata si sta rompendo, infatti l'incantesimo con cui Freya aveva sigillato lì l'anima del fratello è troppo instabile, è quindi necessario uccidere subito Inadu e incanalare potere dalla sua morte per ricollegare l'anima e il corpo di Elijah. Freya spiega a Hayley che solo il sangue di una discendente di Inadu può ucciderla, purtroppo Hayley è per metà un vampiro quindi il suo sangue di non-morta non va bene, serve quello di Hope, e questo spiegherebbe perché la piccola vedeva sempre il simbolo del culto del Vuoto, ovvero l'Uroboro, il serpente che mangia la sua stessa coda: esso sta a simboleggiare che solo il sangue del sangue della stessa Inadu può ucciderla.
Freya fa un incantesimo di localizzazione per trovare Inadu, trovandola in una vecchia villa; Rebekah la riconosce: apparteneva a una famiglia molto influente finché il patriarca non uccise tutti, affermava di essere manovrato da uno spirito maligno (probabilmente il Vuoto) e dunque è il posto perfetto dove Inadu può nascondersi. Però Freya con il suo incantesimo localizza un'altra cosa, ovvero il totem, quindi Freya capisce che è necessario distruggerlo perché il totem la renderebbe invincibile, tanto che nemmeno il sangue di Hope poi potrebbe ucciderla. Rebekah va nella casa abbandonata dove il totem è stato localizzato, lì trova Marcel che si offre di aiutarla, ma entrambi vengono intrappolati da Kol in un sigillo. Kol porta il totem a Davina, quest'ultima teme che con il totem Inadu sarà inarrestabile e potrebbe uccidere Hayley, ma Kol le spiega che la vita di Hayley non vale più della sua, ma prima è necessario sciogliere l'incantesimo che lega Inadu a Davina, la quale rammenta l'incantesimo che Elijah le aveva insegnato per sciogliere il legame tra Hayley e Sophie. Intanto Freya e Hayley, armate di coltelli bagnati con alcune gocce del sangue di Hope, vanno a stanare Inadu, che però non è impreparata alla visita delle nemiche e le mette fuori combattimento facendo perdere i sensi a entrambe.
Davina, temendo che le resti poco da vivere, va a trovare il suo amico Josh, con sua grande felicità, mentre Kol chiede a Hope di sciogliere il legame tra Inadu e Davina dandole una corda annodata, che simboleggia l'incantesimo che unisce le due streghe. Inadu tiene Hayley prigioniera e le preleva del sangue, mentre la ragazza ibrido sogna di essere nel Bayou con Jackson. Quest'ultimo le dice che la sua mente cerca di affrontare il dolore con un bel ricordo, poi le chiede come si sta comportando Elijah nei suoi riguardi; Hayley, nonostante il suo amato sia stato sempre buono con lei, sta riconsiderando i suoi sentimenti per lui, ammettendo di essersi innamorata di lui perché le aveva dato conforto in un momento di paura, ovvero quando era incinta di Hope. Jackson però, afferma che lei è solo capace di amare i mostri, poi cerca di farle del male e lei capisce che quello non è Jackson, ma solo un incantesimo di Inadu, infatti anche Freya vede Keelin; le due ragazze sono intrappolate in un'illusione creata da Inadu. Poi Jackson prende le sembianze di Elijah e aggredisce Hayley sottolineando la differenza tra i due uomini che ha amato, perché mentre Jackson era una brava persona Elijah non lo è mai stato.
Klaus, su esortazione di Freya, va da Rebekah vedendo lei e Marcel intrappolati nel sigillo scoprendo che è opera di Kol, quindi va alla villa di famiglia e affronta suo fratello, e nonostante lui gli abbia spiegato che Davina è tornata in vita e che un'eventuale morte di Inadu comporterebbe anche la sua, l'Ibrido Originale gli ruba il totem e lo distrugge; adesso se Inadu morisse anche Davina farebbe la medesima fine. Ora che il totem è andato distrutto il potere di Inadu si è indebolito, e questo permette a Freya e Hayley di liberarsi dalla manipolazione mentale di Inadu. Rebekah e Marcel si liberano dal sigillo distruggendo l'abitazione con un accendino manomettendo l'impianto del gas. Kol affronta Klaus ma non può nulla contro la sua forza, l'ibrido si appresta a pugnalarlo con il pugnale d'argento, ma Kol reagisce e spiega al fratello che ha sempre vissuto nel tormento, ma che Davina lo ha cambiato, invocando anche il ricordo di Camille chiedendogli come si comporterebbe se al posto di Davina ci fosse lei.
Inadu beve il sangue di Hayley, quest'ultima la raggiunge insieme a Freya; la strega Mikaelson la ferisce, e Davina sente lo stesso dolore di Inadu, ma fortunatamente Hope scioglie il legame tra le due, e infine Hayley pugnala Inadu uccidendola, ma mossa da una ceca rabbia continua a pugnalare il suo corpo privo di vita, venendo fermata da Freya. Rebekah accusa Marcel di aver sempre amato New Orleans più di lei, rifiutando infatti la sua proposta di scappare via con lei sette anni prima; entrambi concordano sul fatto che la cosa giusta da fare sia smettere di amarsi, ma alla fine i due si baciano appassionatamente. Davina teme che Kol non tornerà da lei, ma Josh in ogni caso le dice che deve lasciare New Orleans anche senza il suo amato perché lì non è al sicuro, ma fortunatamente Kol la raggiunge, infatti Klaus ha deciso di perdonarlo.
Davina saluta Josh e lascia New Orleans insieme a Kol, mentre Freya con un incantesimo, dopo aver incanalato potere dalla morte di Inadu, riunisce l'anima di Elijah al suo corpo e lui si risveglia, anche se Freya è sorpresa che Hayley non sia presente avendo dato per scontato che avrebbe voluto assistere al suo risveglio. Hayley infatti ha preferito andare alla palude e bere una birra in memoria di Jackson, ammettendo che lui era l'uomo giusto e che avrebbe voluto che Hope lo conoscesse, ma che non è stata capace di separarsi da Elijah. Hayley afferma che ancora adesso non capisce cosa sia il vero amore, e che si è legata a Elijah perché lo conobbe nel momento più difficile della sua vita, inoltre quando si innamorò di lui sapeva che era un mostro perché in fondo lo è pure lei, ma Hope è l'unica cosa pura della sua vita e ora è convinta più che mai che deve tenerla lontana da tutto ciò. Purtroppo Inadu non è stata veramente sconfitta, infatti il suo spirito ha preso possesso del corpo di Hope.
- Special guest star: Claire Holt (Rebekah Mikaelson), Danielle Campbell (Davina Claire).
- Guest star: Nathaniel Buzolic (Kol Mikaelson), Nathan Parsons (Jackson Kenner), Summer Fontana (Hope Mikaelson/Il Vuoto), Steven Krueger (Josh Rosza), Blu Hunt (Inadu "Il Vuoto"), Christina Moses (Keelin).
- Ascolti USA: telespettatori 890 000 – share (18–49 anni) 1%[12]

## Bambina Voodoo
- Titolo originale: Voodoo Child
- Diretto da: Michael Grossman
- Scritto da: Michelle Paradise e Christopher Hollier

### Trama
Vincent prova a comunicare con lo spirito della madre di Inadu, ma poi arrivano gli stregoni che servono il culto del Vuoto, i quali gli rubano il quaderno degli appunti. Elijah è fuori di sé dalla rabbia, perché Hayley non lo degna di attenzione dopo quello che successo all'interno della sua mente; Klaus prova a dargli sostegno dicendogli che è solo una fase temporanea.
Rebekah è dell'opinione che la famiglia dovrebbe restare a New Orleans, ma Elijah e Klaus le spiegano che stando agli accordi con Marcel, ora che Inadu è stata sconfitta devono lasciare la città. Rebekah è convinta di poter far cambiare idea a Marcel benché Elijah e Klaus siano dell'opinione che non servirà a nulla, e infatti quando Rebekah va al loft di Marcel lui, irremovibile sulla sua posizione, le dice che né lei e né i suoi fratelli possono restare in città, invitandola ad andarsene visto che ora si sta prendendo cura di Sofya; sembra infatti che il bacio che si sono scambiati non abbia cambiato nulla tra di loro. Freya va a trovare Keelin al lavoro, dicendole che diversamente dai suoi fratelli lei non è immortale e dato che la sua vita sarà breve intende godersela iniziando col dirle cosa prova veramente per lei: Keelin e Freya finiscono col fare l'amore.
Alla villa dei Mikaelson, Hayley ha modo di rivedere Elijah ma non gli rivolge nemmeno la parola. Rebekah le spiega che i sentimenti di Elijah nei suoi confronti sono sinceri, ma per Hayley questo non basta perché quando è entrata nella mente di Elijah ha percepito la sua indole e i suoi impulsi più oscuri e violenti. Ciò che preoccupa Hayley è l'esempio che Elijah darà a sua figlia se la vedrà tollerare tutto ciò, volendo preservare la sua innocenza, cosa che non sarà possibile finché la famiglia Mikaelson continuerà a seminare distruzione. 
Marcel somministra la cura per Sofya che finalmente riprende i sensi e in lacrime bacia Marcel dicendogli quanto sia stato traumatico per lei farsi possedere da Inadu, la sua coscienza si era rintanata nell'angolo più oscuro della sua anima, sentendo di svanire lentamente.
Sofya spiega a Marcel che contrariamente a quanto credono Inadu non è stata sconfitta, infatti dopo che Inadu aveva preso possesso del corpo di Sofya tra le due si è venuto a creare un legame, e lei percepisce la presenza di Inadu. Quest'ultima ha preso possesso di Hope all'insaputa di tutti, anche se Hayley nota che Hope era insolitamente assente mentre parlava con lei. Marcel, Klaus e Elijah vanno da Vincent che conferma ciò che ha detto Sofya: gli Antenati non sono stati capaci di sigillare lo spirito di Inadu. Inoltre i suoi accoliti gli hanno rubato il quaderno degli appunti, ma può rintracciarli tramite una delle sue pagine, spiegando agli Originali che quel quaderno lo ha scritto quando era posseduto dal Vuoto, rappresenta la quinta essenza del potere di Inadu ed è eterno come lei, quindi solo in quel quaderno è possibile sigillare lo spirito della strega.
Klaus e Elijah vanno a stanare i servi di Inadu, e Klaus manda a Hayley un messaggio sul cellulare informandola che Inadu è ancora un pericolo. Hayley non può fare a meno di chiedersi perché Inadu non l'avesse uccisa quando le si era presentata l'opportunità, limitandosi solo a prelevarle il sangue. Freya spiega a Hayley che il sangue nella magia viene usato come vincolo, e dunque capiscono che si è vincolata a Hope riuscendo a trascendere l'effetto letale che il sangue della sua discendenza aveva su di lei, usandolo invece per prendere possesso di Hope.
Vincent prova a incanalare potere da Marcel per raggiungere la terra dei morti e parlare con la madre di Inadu, ma non serve a nulla perché i vivi non possono accedere all'oltretomba, quindi decide di morire assumendo una sostanza e raggiunge la madre di Inadu nel mondo dei morti.
Intanto arrivano i servi di Inadu, ma Marcel li uccide con l'aiuto di Sofya, poi rianima Vincent che si è fatto rivelare dalla madre di Inadu l'incantesimo con cui vincolarla. Elijah e Klaus trovano i servi di Inadu, l'Ibrido Originale però si è reso conto che Eljah è turbato, quest'ultimo ha capito che Hayley non tollera più i suoi comportamenti. Inoltre Elijah ha perso fiducia anche nella famiglia, riconoscendo che i Mikaelson in tanti secoli di vita sono solo stati capaci di commettere crimini indicibili, e che Hope è l'unica cosa pura nelle loro vite, chiedendo a Klaus di portare via Hayley e Hope da New Orleans una volta sconfitta Inadu, ma soprattutto di tenerle lontane da lui.
Klaus ed Elijah uccidono i servi di Inadu dopo che questi gli avevano rivelato che la loro padrona ha preso possesso del corpo di Hope. Inadu, che ora ha il pieno controllo del corpo di Hope, mette fuori combattimento Rebekah, poi Hayley e Freya provano a fermarla; quest'ultima riesce a farla addormentare con una sostanza soporifera.
Klaus restituisce il quaderno a Vincent, anche se Sofya gli spiega che se per lei è stato terribile essere posseduta da Inadu: per una bambina come Hope sarà un'esperienza ancora peggiore. Vincent fa sì che la coscienza di Klaus entri nella mente di Hope affinché possa darle coraggio, ma la piccola è spaventata e amareggiata.
Klaus le rivela che un tempo era una creatura spietata e violenta che provava goduria nell'incutere paura negli altri, ma quando Hope è nata ha solo desiderato di essere degno di poter diventare un bravo padre perché senza di lei si sente perso. Lo spirito di Inadu si separa dal corpo di Hope e mette fuori gioco con estrema facilità Hayley, Marcel, Sofya ed Elijah. Vincent prova inutilmente a sigillarla per poi confinare il suo spirito nel quaderno, ma sottovaluta il potere soverchiante di Inadu che spezza il sigillo e prende completamente possesso di Hope, e con i suoi poteri dà fuoco al quaderno.
Inadu lascia la villa dei Mikaelson e raggiunge i suoi seguaci che si prostrano davanti a lei. Vincent non ha idea di come sconfiggere Inadu perché il quaderno era l'unica cosa che poteva sigillare il suo spirito e contenere il suo potere, quindi non può liberare Hope dal suo spirito perché non saprebbe poi dove confinarlo.
Elijah prova a dare una mano a Hayley, ma lei non gli permette nemmeno di toccarla, affermando che riportare Hope a New Orleans è stato uno sbaglio. Klaus, per la prima volta, con rassegnazione e umiltà, chiede aiuto, e Vincent ammette che forse esiste un altro modo per sconfiggere Inadu e salvare Hope, ma che comporterà la fine della famiglia Mikaelson.
- Special guest star: Claire Holt (Rebekah Mikaelson).
- Guest star: Summer Fontana (Hope Mikaelson/Il Vuoto), Taylor Cole (Sofya Voronova), Christina Moses (Keelin), Blu Hunt (Inadu "Il Vuoto").
- Altri interpreti: Kenric Green (Accolito capo).
- Ascolti USA: telespettatori 1 010 000 – share (18–49 anni) 2%[13]

## La festa di tutti i peccatori
- Titolo originale: The Feast of All Sinners
- Diretto da: Bethany Rooney
- Scritto da: Michael Narducci

### Trama
Vincent spiega ai Mikaelson che in assenza del quaderno per appunti solo quattro vampiri sarebbero capaci di contenere lo spirito di Inadu, ma dato che si è legato troppo a Hope, è necessario che i quattro vampiri in questione siano consanguinei della bambina. In pratica solo i vampiri Originali Mikaelson potranno adempiere all'impresa: Klaus, Rebekah, Elijah e Kol. Purtroppo Vincent rivela ai fratelli Mikaelson che quando il rituale sarà finito e lo spirito di Inadu sarà all'interno dei loro corpi, dovranno separarsi per sempre e non potranno più interagire tra loro perché la loro vicinanza ridarebbe potere allo spirito malvagio, quindi sarà la fine della famiglia Mikaelson. Intanto, Inadu nel corpo di Hope, riporta in vita Dominic davanti ai fedeli del suo culto.
Rebekah non riesce ad accettare che lei e suoi fratelli non potranno mai più vedersi, ma Elijah le spiega che è necessario per salvare Hope, tra l'altro cercano di mettersi in contatto con Kol ma lui non risponde alle telefonate. Elijah cerca di parlare con Hayley dicendole che è ben consapevole di essere una persona cattiva e che non può cambiare, ma Hayley non gli permette nemmeno di finire il discorso, infatti, per lei ritrovare Hope è la priorità. Inadu e i suoi fedeli camminano per le strade di New Orleans seminando il panico, poi vengono raggiunti da Hayley, ma Inadu con la sua magia le spezza l'osso del collo.
Le streghe della congrega portano Hayley da Vincent, e quando lei si riprende lo stregone le rivela un dettaglio del piano che non ha voluto confidare a Klaus: una volta che gli Originali avranno interiorizzato lo spirito di Inadu nessuno di loro potrà avvicinarsi a Hope perché lo spirito della malvagia strega, seppur incompleto, bramerebbe di ripossederla. Vincent è convinto che Klaus non accetterebbe mai di separarsi per sempre da sua figlia, quindi chiede a Hayley di portare via Hope a rituale finito.
Freya non riesce a digerire l'idea che la famiglia si scioglierà quindi cerca un'alternativa, ma non trova nulla di utile. Intanto, Sofya propone a Marcel di stringere un'alleanza con Inadu, quindi lui e Sofya si presentano dinanzi alla strega che non permette ai due vampiri di avvicinarsi a lei con la sua magia, ma quando Marcel le dice che vuole solo aiutarla a sbarazzarsi dei Mikaelson, lei permette ai due di avvicinarsi quel tanto che basta a cadere nella loro trappola, infatti, Marcel addormenta Inadu con una polvere soporifera, mentre Sofya uccide Dominic. Marcel porta via Inadu, infine Elijah uccide tutti i servi del culto del Vuoto.
Klaus dà un bacio a Hope, la quale dorme ancora, dicendole che grazie a lei ha ritrovato fiducia nell'affermazione di Elijah: "la famiglia è potere". Poi viene raggiunto da Hayley che, dopo aver ammesso che Klaus è un bravo padre, decide di dirgli quello che Vincent non voleva confidargli, ovvero che dopo aver assorbito parte dello spirito di Inadu, non potrà più avvicinarsi a Hope, avendo capito che lui è pronto a questo sacrificio. Rebekah, dopo averlo saputo, si arrabbia con Vincent non potendo accettare che non vedrà più sua nipote; Vincent afferma che la sua reazione è la prova che i Mikaelson sono egoisti, e che ha smesso di sperare che loro facciano la cosa giusta.
Freya, che non ha trovato altre soluzioni, spiega a Rebekah che non hanno altra scelta, purtroppo però Kol non risponde alle loro chiamate, il tempo è poco quindi Vincent suggerisce di usare Hayley come quarto vampiro dato che anche lei è consaguinea di Hope. Klaus dà appuntamento a Marcel davanti alla tomba di Camille, dicendogli che lui fa parte della famiglia e che la ragione per cui non approvava la sua storia con Rebekah è perché la vedeva come una minaccia temendo che loro due amandosi, poi, non avrebbero più amato Klaus. Quest'ultimo ammette di essere stato un pessimo padre per lui, e che Marcel è l'unica persona con cui si è identificato, nonostante sapesse che un giorno sarebbe diventato un uomo migliore lui, e che l'averlo deluso sarà una cosa che lo tormenterà per sempre.
Hayley e Elijah si dichiarano amore reciproco, anche se l'Originale ha capito che tra loro due è finita in quanto non è riuscito a essere l'uomo di cui lei aveva bisogno, infine si baciano. Freya spiega a Keelin che diventerà un vampiro e prenderà il posto di Hayley visto che pure lei è una consanguinea di Hope, infatti, Freya è cresciuta senza l'amore di una madre e non può permettere a Hope di fare la stessa fine. Keelin le promette che resteranno per sempre insieme anche se Freya deciderà di diventare un vampiro, quindi la strega beve del sangue di vampiro, apprestandosi a morire con una siringa di cloruro di potassio, ma prima di poterlo fare arriva Kol; lui e Freya si abbracciano. Klaus fa promettere ad Elijah di tagliarlo fuori dalla sua vita e di non venire mai più in suo aiuto, Elijah gli promette che rispetterà la sua richiesta, infine i due si abbracciano.
Il rituale è pronto, Vincent ringrazia i Mikaelson dato che tutti hanno messo da parte le loro divergenze per sconfiggere il nemico comune, poi Vincent espelle lo spirito di Inadu dal corpo di Hope che viene diviso in quattro parti che vengono assorbite dagli Originali, che subito dopo si dividono. Comunque Klaus ha fatto appena in tempo a salutare Hope la quale si era risvegliata. Elijah chiede a Marcel di aiutarlo avendo capito che il male che ha sempre afflitto il suo animo è la devozione morbosa nei confronti dei suoi fratelli, e ciò lo ha sempre spinto a rovinare tutto. Vincent, infatti, vuole che Marcel gli tolga la memoria con la compulsione perché anche se Elijah è un Originale, Marcel si è trasformato nella Bestia grazie al siero animato dal potere degli Antenati, e il suo potere è superiore a quello che Marcel crede. Vincent con la sua magia apre la mente di Elijah, facilitando il lavoro a Marcel che con la compulsione cancella dalla sua mente tutti i ricordi legati alla famiglia, perché a detta di Vincent lo spirito di Inadu sigillato in lui avrebbe fatto leva sull'ossessione di Elijah verso i suoi fratelli per manipolarlo.
Rebekah, prima di lasciare New Orleans, saluta Freya la quale le giura che troverà una soluzione al problema, ma Rebekah le suggerisce di vivere in pieno la sua storia d'amore con Keelin; le due sorelle si salutano con un abbraccio. Rebekah va a New York e lì riceve la visita di Marcel: i due si baciano, tra l'altro lui le rivela che Sofya ha lasciato New Orleans e nonostante gli avesse chiesto di seguirla ha preferito raggiungere Rebekah, infatti ora possono vivere la loro storia d'amore senza interferenze.
Freya abbraccia Hope la quale lascia New Orleans, infatti, sua madre la porta a Mystic Falls dove potrà studiare nella scuola per bambini speciali di Alaric e potrà frequentare bambini della sua età.
A San Francisco, Kol dà un diamante a un gioielliere, affinché lavorandolo ne ricavi vari gioielli tra cui un anello di fidanzamento per Davina. Elijah, che ha tutta l'aria di essere finalmente in pace con sé stesso, suona il pianoforte in un locale a Manosque (dove intendeva portare Hayley), Klaus va a fargli una breve visita e gli lascia una mancia, i due si guardano da lontano intensamente ed Elijah lo ringrazia per la mancia con un cenno della testa, infine l'Ibrido Originale va via senza dire niente.
- Special guest star: Claire Holt (Rebekah Mikaelson), Matt Davis (Alaric Saltzman).
- Guest star: Nathaniel Buzolic (Kol Mikaelson), Summer Fontana (Hope Mikaelson), Steven Krueger (Josh Rosza), Taylor Cole (Sofya Voronova), Christina Moses (Keelin), Darri Ingolfsson (Dominic).
- Ascolti USA: telespettatori 800 000 – share (18–49 anni) 1%[14]